# Maria Teresa de Áustria-Este, rainha da Sardenha
Maria Teresa Josefa Joana de Áustria-Este (Palácio Real de Milão, 1 de novembro de 1773 — Genebra, 29 de março de 1832), foi princesa de Módena e Régio e arquiduquesa da Áustria por nascimento e rainha da Sardenha pelo casamento.

## Biografia

### Família
Maria Teresa era a segunda filha do arquiduque Fernando Carlos de Áustria-Este, regente do Ducado de Milão e herdeiro do Ducado de Módena e Régio; e de Maria Beatriz d'Este, soberana do Ducado de Massa e Carrara. Seus avós paternos foram o imperador Francisco I e a imperatriz Maria Teresa; e seus avós maternos foram o duque Hércules III de Módena e Maria Teresa Cybo-Malaspina, duquesa soberana de Ducado de Massa e Carrara.

### Casamento e descendência

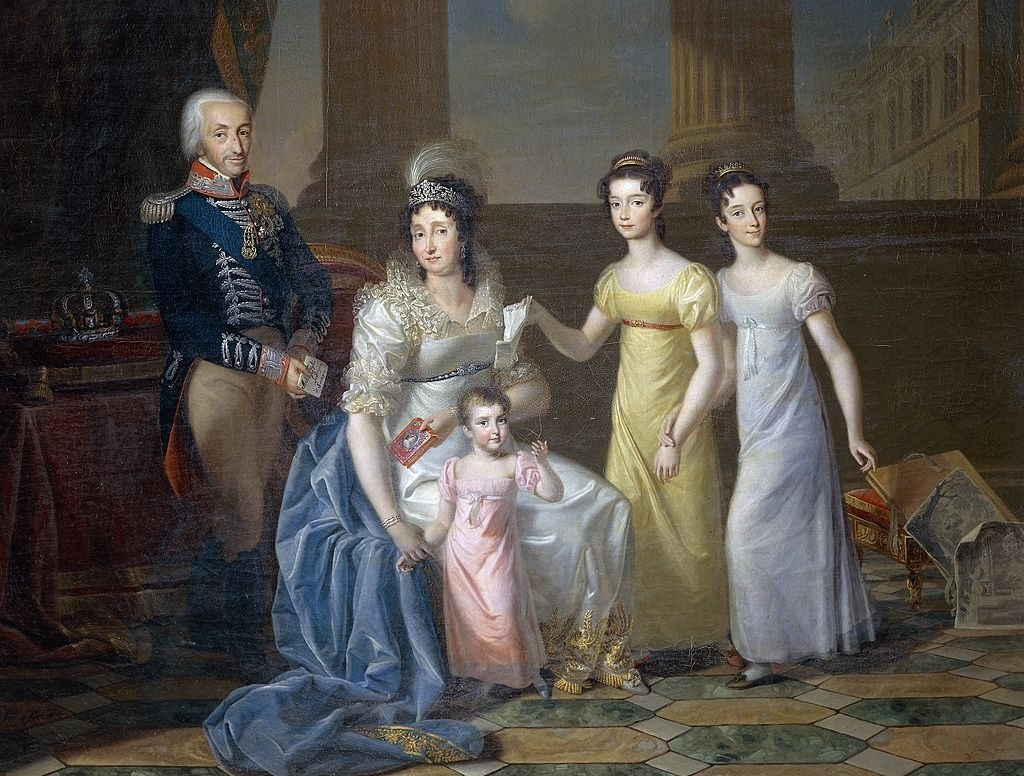
Maria Teresa com o marido e as filhas: Maria Ana, Maria Teresa e Maria Cristina, por volta de 1813-1814.

Casou-se por procuração em Milão, a 29 de junho de 1788 e em pessoa, a 25 de abril de 1789, em Novara, com o então duque de Aosta, herdeiro do trono da Sardenha. Maria Teresa tinha apenas 16 anos e o noivo já contava com 30 (e ainda aguardaria mais treze anos até subir ao trono, como Vítor Emanuel I da Sardenha), quando fizeram sua entrada triunfal em Turim, em 26 de abril de 1789. O casal teve sete filhos:
- Maria Beatriz (6 de dezembro de 1793 - 15 de setembro de 1840), casada com o duque Francisco IV de Módena, com descendência;
- Maria Adelaide (1 de outubro de 1794 - 9 de março de 1802), morreu na infância;
- Carlos Emanuel (3 de setembro de 1796 - 9 de agosto de 1799), morreu de varíola;
- Uma filha (13 de novembro de 1800 - 10 de janeiro de 1801), morreu na infância;
- Maria Ana (19 de setembro de 1803 - 4 de maio de 1884), casada com o imperador Fernando I da Áustria, sem descendência;
- Maria Teresa (19 de setembro de 1803 - 16 de julho de 1879), casada com o duque Carlos II de Parma, com descendência;
- Maria Cristina (14 de novembro de 1812 - 21 de janeiro de 1836), casada com o rei Fernando II das Duas Sicílias, com descendência.

### Rainha da Sardenha
Quando as tropas de Napoleão Bonaparte invadiram o Piemonte, em 1798, a família real fugiu, refugiando-se primeiro na Toscana e, posteriormente, na Sardenha. Em 4 de junho de 1802, com a abdicação de seu cunhado, Carlos Emanuel IV, e a aclamação de seu marido, Maria Teresa torna-se rainha da Sardenha. Tendo já perdido o Piemonte, a família real teve que ficar na Sardenha até a queda de Napoleão, em 1814, e só então voltou para o Palácio Real de Turim.

Maria Teresa foi inicialmente saudada com grande entusiasmo, mas logo despertou o descontentamento de seus súditos, sendo acusada de querer eliminar o máximo possível as medidas adotadas durante o período napoleônico. Além disso, a rainha tratava com desprezo todos aqueles que haviam colaborado com Napoleão. Esses atos contribuíram para a explosão dos tumultos de 1821 no Piemonte. Os rebeldes proclamaram a adoção de uma nova constituição, segundo o modelo do espanhol. Mesmo durante esses movimentos a rainha fez valer a sua vontade. Ela estava disposta a atuar como regente, se necessário. Mas, em 13 de março de 1821, o rei abdicou em favor de seu irmão Carlos Félix e partiu para Nice, onde passou a residir com Maria Teresa no Castello di Moncalieri. Vítor Emanuel morreu em 10 de janeiro de 1824, aos 65 anos. 
Maria Teresa mudou-se em seguida para Gênova, onde comprou o Palazzo Doria-Tursi. Por causa de seu parentesco com a Casa de Habsburgo, foi falsamente acusada de tentar persuadir seu cunhado, o rei Carlos Félix, a elaborar um testamento, no qual seu irmão, Francisco IV de Módena (casado com sua filha, Maria Beatriz), passaria a ser o herdeiro do Reino da Sardenha. No entanto, Carlos Félix acabou nomeando o príncipe de Carignano, Carlos Alberto de Saboia, para sucedê-lo. As tensões originadas por este incidente obrigou a rainha-viúva a afastar-se da corte de Saboia, de modo que somente em 1831 ela voltou a Turim para comemorar o casamento de sua filha Maria Ana com o imperador Fernando I da Áustria. 

### Morte
Maria Teresa morreu em 29 de março de 1832, em Genebra. Seu corpo foi sepultado ao lado de seu marido, na Basílica de Superga, em Turim.

## Títulos e estilos
- 1 de novembro de 1773 – 25 de abril de 1739: Sua Alteza Real Arquiduquesa Maria Teresa de Áustria-Este
- 25 de abril de 1739 – 4 de junho de 1802: Sua Alteza Real A Duquesa de Aosta
- 4 de junho de 1802 – 12 de março de 1821: Sua Majestade A Rainha da Sardenha
- 12 de março de 1821 – 29 de março de 1832: Sua Majestade A Rainha Maria Teresa da Sardenha
  - Sucessão jacobita: 6 de outubro de 1819 – 10 de janeiro de 1824: Sua Majestade A Rainha da Inglaterra, Escócia, França e Irlanda
  - Sucessão jacobita: 10 de janeiro de 1824 – 29 de janeiro de 1824: Sua Majestade Rainha Maria Teresa da Inglaterra, Escócia e Irlanda
  - Sucessão jacobita: 29 de janeiro de 1824 – Março de 1832: Sua Majestade A Rainha Viúva da Inglaterra, Escócia e Irlanda